# Nephrotoma leonia
Nephrotoma leonia är en tvåvingeart som beskrevs av Alexander 1921. Nephrotoma leonia ingår i släktet Nephrotoma och familjen storharkrankar. Inga underarter finns listade i Catalogue of Life.